# Liste der Baudenkmäler in Gunzenhausen
Auf dieser Seite sind die Baudenkmäler in der mittelfränkischen Stadt Gunzenhausen zusammengestellt. Diese Tabelle ist eine Teilliste der Liste der Baudenkmäler in Bayern. Grundlage ist die Bayerische Denkmalliste, die auf Basis des Bayerischen Denkmalschutzgesetzes vom 1. Oktober 1973 erstmals erstellt wurde und seither durch das Bayerische Landesamt für Denkmalpflege geführt wird. Die folgenden Angaben ersetzen nicht die rechtsverbindliche Auskunft der Denkmalschutzbehörde.

## Ensembles

### Ensemble Kirchenplatz
Das Ensemble umfasst den in der Süd-Ost-Ecke der Stadt gelegenen Siedlungskern von Gunzenhausen, wo sich auf einem Plateau ein frühgeschichtliches Castrum befand. Im Zentrum des Kirchplatzes erhebt sich freistehend die gotische Stadtpfarrkirche; im Westen und Norden bilden Bürger- und Pfarrhäuser meist des 18. Jahrhunderts die begrenzende Umbauung; in dem kleinen nördlichen Nebenplatz, mit den Häusern Kirchenplatz 1, 3, 5, 7, wird der alte Kastenhof erkennbar. Im Süden und Osten beschreibt die bogenförmig um das Plateau ziehende Kirchenstraße mit ihren dem Verlauf der Stadtmauer folgenden Grundstücken die Begrenzung des Ensembles. Das südlich der Stadtpfarrkirche freistehende Mesnerhaus, ein Fachwerkbau des 17. Jahrhunderts, bildet einen charakteristischen Gegensatz zu der hier bescheidenen Bebauung der Kirchenstraße. Aktennummer: E-5-77-136-1.

### Ensemble Marktplatz mit Rathausstraße, Kirchenplatz und Weißenburger Straße

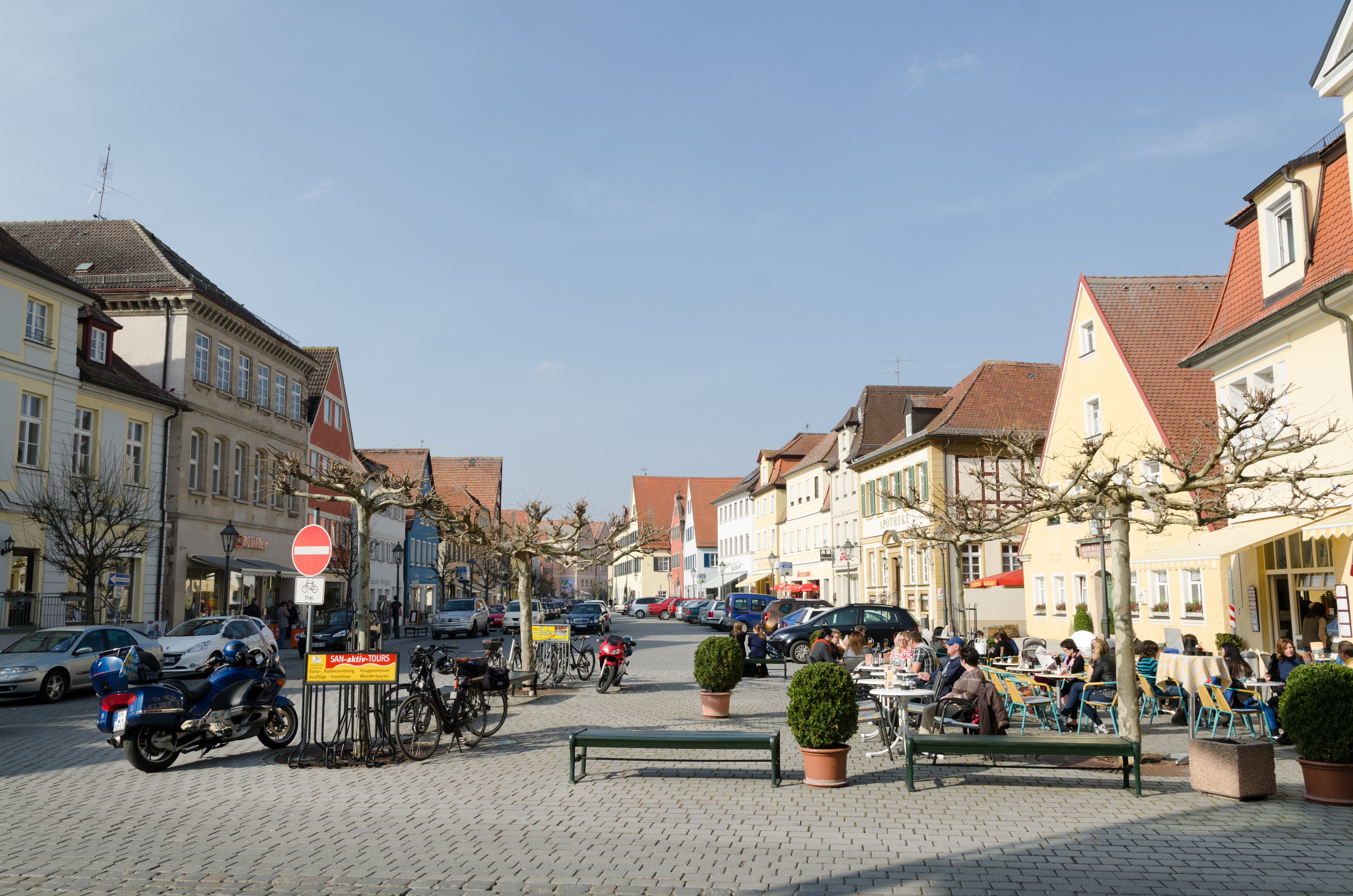
Der Marktplatz Richtung Norden

Der Marktplatz, ein langgestreckter Straßenmarkt, folgte dem Lauf der Altmühl, an dessen linkes Ufer sich die westliche Reihe der Marktgrundstücke anlegte und nun daran erinnert. Zusammen mit seiner schmalen südlichen Verlängerung, der Weißenburger Straße bis zum ehemaligen Weißenburger Tor, durchmisst er die Altstadt in ihrer längsten Ausdehnung und stellt das Rückgrat des historischen Stadtgefüges dar. Bis zur Mitte des 18. Jahrhunderts war die Bebauung der beiden Marktseiten durch bürgerliche Fachwerkgiebelhäuser geprägt, deren Kernsubstanz hinter vielen jüngeren Fassaden noch besteht. In der Marktmitte erhob sich bis Mitte 18. Jahrhundert ein kleines Rathaus, auf der östlichen Marktseite war der markgräfliche Oberamtshof (jetzt Rathaus) der beherrschende Bau. Seit der Mitte des 18. Jahrhunderts wurden zwei- und dreigeschossige Walmdachbauten mit Zwerchhaus bevorzugt. Die Barockisierung des Platzbildes ist in Zusammenhang mit der zeitweiligen Verlegung der markgräflichen Residenz von Ansbach nach Gunzenhausen zu sehen; hervorragende Barockbauten sind Marktplatz 37, 42 und 49, letzteres schließt das Ensemble nach Süden ab. Störend im Ensemble sind die Neubauten Marktplatz 13/15, 47, 48 und der großformatige Geschäftsbau (Marktplatz 2) am Nordende des Platzes vor der Spitalkirche. Aktennummer: E-5-77-136-2.

### Ensemble Rathausstraße
Die Rathausstraße ist eine kurze, vom Marktplatz zum Ansbacher Tor (Blasturm) ansteigende Straße, von letzterem beherrscht und im Osten abgeschlossen, während im Westen, an der Ecke zum Markt, der rückwärtige Hügel des ehemaligen Amtshofes den Straßeneingang bestimmt. Es liegt eine geschlossene Bebauung durch Giebelhäuser des 17. bis 19. Jahrhunderts vor. Das ehemalige Rathaus, 1706 als kleines Adelspalais gebaut, tritt aus der Flucht der Südseite zurück. Hier wurde der gusseiserne Neptunbrunnen von 1876 wieder aufgestellt. Aktennummer: E-5-77-136-3.

### Ensemble Weißenburger Straße
Die Weißenburger Straße ist die schmale Verbindungsstraße vom ehemaligen Weißenburger Tor und der davor liegenden Unteren Vorstadt (Schwarzviertel) zum Marktplatz, dessen Achse nach Süden fortsetzend. Mit Resten der Stadtbefestigung, dem Färberturm aus dem 15. Jahrhundert, an der Ecke Kirchstraße, und den erhaltenen Teilen der Stadtmauer mit Wehrgang, dem sog. Weberseck, in der Nachbarschaft des in der Mitte des 19. Jahrhunderts abgebrochenen Weißenburger Tores, bewahrt das Ensemble die historische Stadteingangssituation. Die bürgerliche Bebauung mit Giebel- und Traufseithäusern des 18./19. Jahrhunderts hat ihre Geschlossenheit behalten, allerdings von Neubauten durchsetzt. Aktennummer: E-5-77-136-4.

## Stadtbefestigung
Die Stadtmauer besteht aus Bruchstein- und Quadermauerwerk, ist teilweise mit Wehrgang versehen. Sie stammt im Kern aus dem 14. Jahrhundert und wurde Mitte 15. Jahrhundert erneuert. Folgenden Objekte der Stadtbefestigung sind noch erhalten. Aktennummer: D-5-77-136-1.

| Lage                                                             | Objekt                           | Beschreibung | Akten-Nr.               | Bild                             |
| ---------------------------------------------------------------- | -------------------------------- | --- | ----------------------- | -------------------------------- |
| Bühringerstraße 20; im Garten (Standort)                         | Stadtmauer                       | Erhaltene Teile der Stadtmauer und des Wehrganges, 15. Jahrhundert | D-5-77-136-1 Wikidata   | BW                               |
| Bühringerstraße 22; im Garten (Standort)                         | Stadtmauer                       | Erhaltene Teile der Stadtmauer und des Wehrganges, 15. Jahrhundert | D-5-77-136-1            | BW                               |
| Rathausstraße 13 (Standort)                                      | Ansbacher Tor mit Blasturm       | Unterbau mit Durchfahrt, um 1300 erbaut, 1587 eingestürzt, 1603 wiederaufgebaut, 1980 renoviert, ca. 31,5 m hoch, achteckiger Turmaufbau mit polygonalem Zeltdach und abschließender Laterne, bezeichnet „1580“ und „1603“, mit Stadtmauerrest und Wehrgang, 15. Jahrhundert | D-5-77-136-103 Wikidata | weitere Bilder                   |
| Kirchenstraße 26–31 (Standort)                                   | Stadtmauer                       | 15. Jahrhundert | D-5-77-136-1            | Stadtmauer                       |
| Marktplatz 16 (Standort)                                         | Stadtmauer                       | Erhaltene Teile der Stadtmauer und des Wehrganges, 15. Jahrhundert | D-5-77-136-67           | Stadtmauer                       |
| Marktplatz 18 (Standort)                                         | Stadtmauer                       | Erhaltene Teile der Stadtmauer und des Wehrganges, 15. Jahrhundert | D-5-77-136-69           | Stadtmauer                       |
| Marktplatz 48 (Standort)                                         | Stadtmauer                       | Erhaltener Teil der Stadtmauer und des Wehrganges, 15. Jahrhundert | D-5-77-136-1 Wikidata   | BW                               |
| Sonnenstraße 23 (Standort)                                       | Storchenturm oder Dreibrüderturm | Zweigeschossig mit Zeltdach, Teil der ehemaligen Stadtbefestigung, um 1450, zum Teil abgetragen, 1749 vom Bierbrauer und Wirt Johann Michael Störzer als Wohnbau eingerichtet unter Anfügung eines zweigeschossigen Walmdach- und Pultdachbaues                              | D-5-77-136-111 Wikidata | Storchenturm oder Dreibrüderturm |
| Weißenburger Straße, beim ehemaligen Weißenburger Tor (Standort) | Färberturm (Diebsturm)           | Monumentaler Buckelquaderbau, 14. Jahrhundert | D-5-77-136-1 Wikidata   | Färberturm (Diebsturm)           |
| Weißenburger Straße 8 (Standort)                                 | Stadtmauer                       | Erhaltener Teil der Stadtmauer und des Wehrganges, 15. Jahrhundert | D-5-77-136-1            | Stadtmauer                       |
| Weißenburger Straße 10 (Standort)                                | Stadtmauer                       | Mit Wehrgang, 15. Jahrhundert | D-5-77-136-123 Wikidata | BW                               |
| Weißenburger Straße 30 (Standort)                                | Teile der Stadtmauer             | Mit gedecktem Wehrgang, 15. Jahrhundert | D-5-77-136-134 Wikidata | Teile der Stadtmauer             |

## Baudenkmäler nach Ortsteilen

### Gunzenhausen
| Lage | Objekt                                                                                                | Beschreibung | Akten-Nr.               | Bild                                                                                                  |
| --- | --- | --- | ----------------------- | --- |
| Altmühl, Bahnlinie Nördlingen – Pleinfeld, Bahnlinie Treuchtlingen – Würzburg (Standort)                             | Altmühlviadukt der Ludwig-Süd-Nord-Eisenbahn                                                          | Neunbogig, um 1841/49, 4 Bogen modern ergänzt; anschließender 2,5 km langer Damm | D-5-77-136-141 Wikidata | Altmühlviadukt der Ludwig-Süd-Nord-Eisenbahn                                                          |
| Am Heidweiher 3 (Standort)                                                                                           | Ehemalige Falknerei des Wilden Markgrafen                                                             | Zweigeschossiger zweiflügeliger Bau mit Walmdach, Mitte 18. Jahrhundert | D-5-77-136-32 Wikidata  | Ehemalige Falknerei des Wilden Markgrafen                                                             |
| Am Heidweiher 3 (Standort)                                                                                           | Scheune                                                                                               | Anschließend ans Falknereigebäude, wohl gleichzeitig | D-5-77-136-32 Wikidata  | BW |
| Am Pfahlrain (Standort)                                                                                              | Altmühlkreuz                                                                                          | Spätgotischer Pfeilerbildstock auf gestuftem Sockel, bezeichnet „1482“, ursprünglich bezeichnet „1442“; Kopie, Original im Rathaus (Marktplatz 23) | D-5-77-136-218 Wikidata | Altmühlkreuz                                                                                          |
| Auergasse 5 (Standort)                                                                                               | Wohnhaus                                                                                              | Zweigeschossiger traufständiger Satteldachbau, Fachwerk, 17. Jahrhundert | D-5-77-136-4 Wikidata   | weitere Bilder                                                                                        |
| Auweg 1 (Standort)                                                                                                   | Wohnhaus                                                                                              | Zweigeschossiger traufständiger Walmdachbau, 1784 | D-5-77-136-7 Wikidata   | weitere Bilder                                                                                        |
| Auweg 7, 9 (Standort)                                                                                                | Wohnhaus                                                                                              | Eingeschossiger Satteldachbau mit Anbau, modern erweitert, bezeichnet „1771“ | D-5-77-136-8 Wikidata   | weitere Bilder                                                                                        |
| Bahnhofplatz 3, 5 (Standort)                                                                                         | Bahnhof, Empfangsgebäude                                                                              | Dreigeschossiges Hauptgebäude mit zweigeschossigen Anbauten, jeweils mit Walmdach, Sandsteinquader, 1865, seitlich anschließende eingeschossige verputzte Anbauten, modern erweitert | D-5-77-136-9 Wikidata   | Bahnhof, Empfangsgebäude                                                                              |
| Bahnhofplatz 3, 5 (Standort)                                                                                         | Güterabfertigung                                                                                      | Zwei aneinanderschließende sandsteinsichtige Gebäude mit Satteldach, gleichzeitig | D-5-77-136-9 Wikidata   | BW |
| Bahnhofstraße 2a (Standort)                                                                                          | Ehemalige Fronveste                                                                                   | Dreigeschossiger Walmdachbau mit Rundbogenfenster und -portal im Stil der Neurenaissance, mit rustizierten Gliederungs- und Zierelementen, um 1850 | D-5-77-136-10 Wikidata  | weitere Bilder                                                                                        |
| Bahnhofstraße 4 (Standort)                                                                                           | Forstamt                                                                                              | Zweigeschossiger Walmdachbau mit Zwerchhaus, mit Putzgliederung, um 1840, mit Relief bezeichnet „1923“ | D-5-77-136-11 Wikidata  | weitere Bilder                                                                                        |
| Bahnhofstraße 7 (Standort)                                                                                           | Gasthof                                                                                               | Zweigeschossiger, traufständiger Satteldachbau mit südlichem Schopfwalm und Fledermausgauben, Mitte 18. Jahrhundert | D-5-77-136-12 Wikidata  | weitere Bilder                                                                                        |
| Bahnhofstraße 13 (Standort)                                                                                          | Wohnhaus, heute Wohn- und Gasthaus                                                                    | Zweigeschossiger Satteldachbau mit Putzgliederung, mit vorgezogenem Mittelgiebelbau und Vortreppe, um 1860 | D-5-77-136-13 Wikidata  | weitere Bilder                                                                                        |
| Bahnhofstraße 21 (Standort)                                                                                          | Wohnhaus                                                                                              | Zweigeschossiger traufständiger Satteldachbau mit breit angelegtem Mittelgiebel, Sandsteinquader, Fassade mit neugotischen Zierelementen, um 1860/70 | D-5-77-136-14 Wikidata  | weitere Bilder                                                                                        |
| Bahnhofstraße 23 (Standort)                                                                                          | Ehemaliges Hotel                                                                                      | Zweigeschossiger Walmdachbau, Sandsteinquader, Fassadengestaltung mit neugotischen Zierelementen, um 1860/70 | D-5-77-136-15 Wikidata  | weitere Bilder                                                                                        |
| Bahnlinie Treuchtlingen – Würzburg, bei Streckenkilometer 38,4 (Bauwerk 127 020) (Nähe Scheupeleinsmühle) (Standort) | Eisenbahnbrücke, Viadukt der Ludwig-Süd-Nordbahn                                                      | Gemauerter Segmentbogen mit Brüstungsmauer, um 1841/49, parallel zur Strecke nach Treuchtlingen, über B 13 | D-5-77-136-234 Wikidata | BW |
| Brunnenstraße 1 (Standort)                                                                                           | Wohnhaus                                                                                              | Kleiner zweigeschossiger Traufseitbau, 18. Jahrhundert, mit dem Ansbacher Tor verbunden, Fußgängerdurchgang 1973, mit angeschlossenem Giebelbau, 19. Jahrhundert; vgl. Ensemble Rathausstraße | D-5-77-136-16 Wikidata  | weitere Bilder                                                                                        |
| Brunnenstraße 7 (Standort)                                                                                           | Wohnhaus                                                                                              | zweigeschossiger traufständiger Satteldachbau, mit Vortreppe, zweite Hälfte 19. Jahrhundert | D-5-77-136-18 Wikidata  | weitere Bilder                                                                                        |
| Brunnenstraße 8 (Standort)                                                                                           | Wohnhaus                                                                                              | Zweigeschossiger traufständiger Satteldachbau, Erdgeschoss massiv, Obergeschoss Fachwerk, 1550–1600 | D-5-77-136-19 Wikidata  | weitere Bilder                                                                                        |
| Brunnenstraße 10 (Standort)                                                                                          | Bürgerhaus                                                                                            | Zweigeschossiges Satteldachhaus, Eckgebäude mit Zwerchhaus, massiv mit Fachwerkgiebel, 1736 als Erstbesitzer Löw Isaak und Johann Esek genannt, 1989 Umbau und Sanierung durch die Stadt Gunzenhausen | D-5-77-136-231 Wikidata | weitere Bilder                                                                                        |
| Brunnenstraße 15 (Standort)                                                                                          | Wohnhaus                                                                                              | Doppelhaus, zweigeschossiges traufständiges Gebäude mit Halbwalmdach, mit Zwerchhaus, und anschließendem Satteldachbau, 1763 | D-5-77-136-21 Wikidata  | BW |
| Bühringerstraße 1 (Standort)                                                                                         | Wohn- und Geschäftshaus                                                                               | Zweigeschossiges Eckgebäude mit Satteldach und Zwerchhaus, mit klassizistischen und historisierenden Elementen, um 1860/70 | D-5-77-136-23 Wikidata  | weitere Bilder                                                                                        |
| Bühringerstraße 2 (Standort)                                                                                         | Wohn- und Geschäftshaus                                                                               | Zweigeschossiges Eckgebäude mit Satteldach, mit Gliederungselementen und neugotischen Zierformen in Naturstein an der Giebelseite, um 1870 | D-5-77-136-24 Wikidata  | weitere Bilder                                                                                        |
| Burgstall; im Staatsforst südöstlich Zionshalle, Hensoltstraße 64, bzw. ca. 200 m wsw Bismarcksäule (Standort)       | Gedenkstein, sogenannter Limesstein                                                                   | Bezeichnet „Vorrömischer Grabhügel“, um 1860/70 | D-5-77-136-239 Wikidata | BW |
| Burgstall; Schlossbuckleiten (Standort)                                                                              | Bismarcksäule                                                                                         | Obeliskähnliches Denkmal auf hohem Sockel, aus am Ort ergrabenem alemannischem und römischem Steinmaterial, mit bronzenem Medaillon Bismarcks, errichtet | D-5-77-136-3 Wikidata   | Bismarcksäule                                                                                         |
| Burgstall; südlich Zionshalle, Hensoltstraße 64 (Standort)                                                           | Gedenkstein, sogenannter Limesstein                                                                   | Bezeichnet „Teufelsmauer / (Limes) / Pfahlrain“, um 1860/70 | D-5-77-136-238 Wikidata | BW |
| Frickenfelder Straße 4, 8, Hensoltstraße 54, 56, 58, 60, 62, 64, Burgstall (bei Frickenfelder Straße 8) ()           | Sechs Kellereingänge von Bierkellern                                                                  | 18./19. Jahrhundert | D-5-77-136-33 Wikidata  | |
| Dr.-Martin-Luther-Platz 1 (Standort)                                                                                 | Ehemaliges Oberes Torhaus, seit Ende des 18. Jahrhunderts Gasthaus                                    | Zweigeschossiger Walmdachbau in Ecklage, 1728 | D-5-77-136-27 Wikidata  | weitere Bilder                                                                                        |
| Dr.-Martin-Luther-Platz 2 (Standort)                                                                                 | Wohn- und Geschäftshaus                                                                               | Zweigeschossiger traufständiger Satteldachbau, Zwerchhaus mit Walmdach, 1801 | D-5-77-136-28 Wikidata  | weitere Bilder                                                                                        |
| Dr.-Martin-Luther-Platz 4 (Standort)                                                                                 | Ehemaliges Markgräfliches Jagdschlösschen                                                             | Zweigeschossiger Walmdachbau, mit Ecklisenen und Putzgliederung, erbaut 1749, 1810 ersteigert von der Ressource-Gesellschaft (spätere Casinogesellschaft), im 19. Jahrhundert Casino, 1982–1984 Umbau zu einem „Haus des Gastes“, mit modernem eingeschossigem Erweiterungsbau; barockes Parktor, Park mit altem Baumbestand, gleichzeitig                                                                             | D-5-77-136-29 Wikidata  | weitere Bilder                                                                                        |
| Dr.-Martin-Luther-Platz 4 (Standort)                                                                                 | Ehemaliger Markgräflicher Hofgarten                                                                   | Barockes Parktor, Park mit altem Baumbestand, gleichzeitig | D-5-77-136-29 Wikidata  | weitere Bilder                                                                                        |
| Dr.-Martin-Luther-Platz 11 (Standort)                                                                                | Wirtshausschild                                                                                       | In Formen des 18. Jahrhunderts | D-5-77-136-31 Wikidata  | BW |
| Gerberstraße 6 (Standort)                                                                                            | Ehemaliges Ackerbürgerhaus                                                                            | Wohn- und Geschäftshaus, zweigeschossiger traufständiger Halbwalmdachbau, erstes Drittel 19. Jahrhundert | D-5-77-136-36 Wikidata  | weitere Bilder                                                                                        |
| Hafnermarkt 3 (Standort)                                                                                             | Kleines Bürgerhaus                                                                                    | Zweigeschossiger traufständiger Satteldachbau, mit Putzgliederung, 18. Jahrhundert, Schweifgiebel zum Marktplatz, 1915 | D-5-77-136-59 Wikidata  | weitere Bilder                                                                                        |
| Hafnermarkt 8 (Standort)                                                                                             | Wohnhaus                                                                                              | Zweigeschossiges Satteldachgebäude mit Walmdachanbau, 18. Jahrhundert | D-5-77-136-60 Wikidata  | weitere Bilder                                                                                        |
| Hafnermarkt 11 (Standort)                                                                                            | Wohn- und Geschäftshaus                                                                               | Giebelständiger zweigeschossiger Satteldachbau, Obergeschoss und Giebel fachwerksichtig, 18. Jahrhundert | D-5-77-136-62 Wikidata  | weitere Bilder                                                                                        |
| Hafnermarkt 13 (Standort)                                                                                            | Ehemaliges jüdisches Schächterwohnhaus                                                                | Mit jüdischem Ritualbad Bad „Mikwe“ von 1883, zweigeschossiger giebelständiger Satteldachbau, im Kern Fachwerkbau, wohl 18. Jahrhundert, mit eingeschossigem Anbau von 1753 | D-5-77-136-63 Wikidata  | weitere Bilder                                                                                        |
| Hindenburgplatz 2 (Standort)                                                                                         | Kriegergedenkstätte                                                                                   | Ehrensäule und heute sieben Marmorblöcke, Terrassenanlagen und Lindenhain, von Rudolf Klophaus und Artur Tachill, Hamburg, 1936 | D-5-77-136-37 Wikidata  | Kriegergedenkstätte                                                                                   |
| Hospet 1 (Standort)                                                                                                  | Wohnhaus                                                                                              | Großzügiger zweigeschossiger Satteldachbau mit Fachwerkgiebeln, im 17. Jahrhundert vermutlich als Scheune erbaut, 1918 Umbau als Wohn-/Stallgebäude, 1986 Umbau als Wohnhaus durch die Stadt Gunzenhausen | D-5-77-136-38 Wikidata  | weitere Bilder                                                                                        |
| Hospet 2 (Standort)                                                                                                  | Wohnhaus                                                                                              | Dreigeschossiger Walmdachbau, schmale Anlage, 18. Jahrhundert, zum Teil über der mittelalterlichen Stadtmauer errichtet; vgl. Ensemble Rathausstraße | D-5-77-136-39 Wikidata  | weitere Bilder                                                                                        |
| Kirchenplatz (Standort)                                                                                              | Scheune                                                                                               | Eingeschossiger Satteldachbau mit fachwerksichtigem Giebel, 18./19. Jahrhundert | D-5-77-136-224 Wikidata | Scheune                                                                                               |
| Kirchenplatz 1 (Standort)                                                                                            | Ehemaliges Kaplaneihaus                                                                               | Zweigeschossiger traufständiger Satteldachbau, Erdgeschoss massiv, Obergeschoss und Giebel Fachwerk, bezeichnet „1574“, mit Gedenktafel an den hier 1883 geborenen Professor und Bischof D. Wilhelm Stählin | D-5-77-136-40 Wikidata  | weitere Bilder                                                                                        |
| Kirchenplatz 2 (Standort)                                                                                            | Bürgerhaus                                                                                            | Dreigeschossiger Fachwerkbau, verputzt, mit Walmdach, frühes 19. Jahrhundert | D-5-77-136-41 Wikidata  | weitere Bilder                                                                                        |
| Kirchenplatz 4 (Standort)                                                                                            | Bürgerhaus                                                                                            | Zweigeschossiger traufständiger Satteldachbau, Zwerchhaus mit abgewalmtem Giebel, 18./19. Jahrhundert | D-5-77-136-42 Wikidata  | weitere Bilder                                                                                        |
| Kirchenplatz 5 (Standort)                                                                                            | Ehemaliges Bürgerhaus, 1710–1733 Kastenamt, seit 1904 Buchdruckerei                                   | Zweigeschossiger Walmdachbau mit Zwerchhaus und Fachwerkgiebel, errichtet 1680/81 (dendrochronologisch datiert), Umbaumaßnahmen 20. Jahrhundert | D-5-77-136-43 Wikidata  | weitere Bilder                                                                                        |
| Kirchenplatz 6 (Standort)                                                                                            | Wohnhaus                                                                                              | Zweigeschossiger schmaler Mansarddachbau, 1756 | D-5-77-136-44 Wikidata  | weitere Bilder                                                                                        |
| Kirchenplatz 7 (Standort)                                                                                            | Scheune                                                                                               | Massives Gebäude mit Krüppelwalmdach, 18./19. Jahrhundert | D-5-77-136-240 Wikidata | weitere Bilder                                                                                        |
| Kirchenplatz 8 (Standort)                                                                                            | Mesnerhaus                                                                                            | Zweigeschossiger Satteldachbau mit fachwerksichtigem Obergeschoss, mit eingeschossigem Anbau mit Satteldach, 17. Jahrhundert, mit Erinnerungstafel an das 233 zerstörte römische Numeruskastell auf dem heutigen Kirchenplatz | D-5-77-136-45 Wikidata  | weitere Bilder                                                                                        |
| Kirchenplatz 11 (Standort)                                                                                           | Evangelisch-lutherische Stadtpfarrkirche Mariä Virginis                                               | Dreischiffige Staffelhallenkirche mit eingezogenem Chor, südlich an Chor Turm mit Spitzhelm, Turmuntergeschosse frühes 13. Jahrhundert, Chor von Baumeister Endres I Embhardt von Kempten 1448–1461, Langhaus und Turmobergeschosse 1469–1496, um 1569 Emporeneinbauten, 1706/07 westliche Giebelwand, einheitliches Satteldach, Lattengewölbe, weitere Emporeneinbauten, 1850 neugotische Erneuerung; mit Ausstattung | D-5-77-136-46 Wikidata  | weitere Bilder                                                                                        |
| Kirchenplatz 13 (Standort)                                                                                           | Evangelisch-lutherisches Dekanat                                                                      | Zweigeschossiger Halbwalmdachbau, mit Ecklisenen, 18. Jahrhundert, Umbau von Johann David Steingruber, 1776/78 | D-5-77-136-47 Wikidata  | weitere Bilder                                                                                        |
| Kirchenstraße 4 (Standort)                                                                                           | Ehemaliges deutsches Schulhaus                                                                        | Zweigeschossiger traufständiger Satteldachbau mit Zwerchhaus, erneuert und verputzt, im Kern Fachwerk, zweite Hälfte 15. Jahrhundert | D-5-77-136-49 Wikidata  | Ehemaliges deutsches Schulhaus                                                                        |
| Kirchenstraße 5 (Standort)                                                                                           | Ehemaliges Kaplaneihaus                                                                               | Zweigeschossiger traufständiger Satteldachbau, Fachwerk in Obergeschoss und Giebel, Giebel gestuft, 1541 | D-5-77-136-50 Wikidata  | Ehemaliges Kaplaneihaus                                                                               |
| Kirchenstraße 8 (Standort)                                                                                           | Wohnhaus, Seelhaus (für Arme und Kranke) von 1508 bis zum Abbruch im frühen 19. Jahrhundert           | Zweigeschossiger Walmdachbau, errichtet 1834 | D-5-77-136-51 Wikidata  | Wohnhaus, Seelhaus (für Arme und Kranke) von 1508 bis zum Abbruch im frühen 19. Jahrhundert           |
| Kirchenstraße 9 (Standort)                                                                                           | Wohnhaus                                                                                              | Zweigeschossiger traufständiger Satteldachbau, 18./frühes 19. Jahrhundert | D-5-77-136-52 Wikidata  | Wohnhaus                                                                                              |
| Kirchenstraße 14 (Standort)                                                                                          | Wohnhaus                                                                                              | Eingeschossiger Mansarddachbau mit Halbwalm, 1805 | D-5-77-136-53 Wikidata  | Wohnhaus                                                                                              |
| Leonhardsruhstraße 8 (Standort)                                                                                      | Wohnhaus                                                                                              | Eingeschossiger traufständiger Satteldachbau, verputzt, mit Eckquaderung, Zwerchhaus und Gauben sowie reich verziertem hölzernem Balkon- und Terrassenvorbau zur Gartenseite, 1909/10 | D-5-77-136-241 Wikidata | Wohnhaus                                                                                              |
| Leonhardsruhstraße 15 (Standort)                                                                                     | Jüdischer Friedhof                                                                                    | Anlage von 1875 mit Ummauerung | D-5-77-136-56 Wikidata  | BW |
| Leonhardsruhstraße 15 (Standort)                                                                                     | Jüdischer Friedhof, Friedhofswärterhaus                                                               | Eingeschossiger Satteldachbau, um 1875 | D-5-77-136-56 Wikidata  | Jüdischer Friedhof, Friedhofswärterhaus                                                               |
| Leonhardsruhstraße 15 (Standort)                                                                                     | Jüdischer Friedhof, jüdische Grabsteine                                                               | Erstes Drittel 20. Jahrhundert | D-5-77-136-56 Wikidata  | BW |
| Marktplatz 16 (Standort)                                                                                             | Bürgerhaus                                                                                            | Zweigeschossiger giebelständiger Satteldachbau, zweite Hälfte 18. Jahrhundert | D-5-77-136-67           | Bürgerhaus                                                                                            |
| Marktplatz; Marktplatz 17 (Standort)                                                                                 | Ehemaliges Gasthaus                                                                                   | Zweigeschossiger Walmdachbau, 18. Jahrhundert, mit doppelläufiger Freitreppe, bezeichnet „1740“ | D-5-77-136-68 Wikidata  | Ehemaliges Gasthaus                                                                                   |
| Marktplatz 18 (Standort)                                                                                             | Bürgerhaus                                                                                            | Dreigeschossiger Walmdachbau, 18. Jahrhundert, erneuert 1784 | D-5-77-136-69           | Bürgerhaus                                                                                            |
| Marktplatz 19 (Standort)                                                                                             | Wohn- und Geschäftshaus                                                                               | Breitgelagerter dreigeschossiger Walmdachbau, in nachklassizistischen Formen, 1887 | D-5-77-136-70 Wikidata  | Wohn- und Geschäftshaus                                                                               |
| Marktplatz 23 (Standort)                                                                                             | Ehemaliges Oberamtshof, heute Rathaus                                                                 | Dreigeschossiges weitläufiges Gebäude mit Sattel- und Walmdach, zwei Flügel, der Marktflügel mit Giebel, um 1621 aus zwei Bürgerhäusern vereinigt, 1702 und 1761 weiter vergrößert und ausgebaut, mit seitlich angebrachter Gedenktafel an den brandenburgischen Markgrafen Karl Wilhelm Friedrich, der in diesem Gebäude residierte und 1757 starb; vgl. Ensemble Rathausstraße                                       | D-5-77-136-72 Wikidata  | Ehemaliges Oberamtshof, heute Rathaus                                                                 |
| Marktplatz 25 (Standort)                                                                                             | Bürgerhaus                                                                                            | Zweigeschossiges giebelständiges Gebäude mit Mansardgiebeldach, 18./19. Jahrhundert, Schweifgiebelfassade 1911 | D-5-77-136-73 Wikidata  | Bürgerhaus                                                                                            |
| Marktplatz 26 (Standort)                                                                                             | Bürgerhaus                                                                                            | Zweigeschossiger Walmdachbau mit Zwerchhaus, mit rustizierten Lisenen, 1799 | D-5-77-136-74 Wikidata  | Bürgerhaus                                                                                            |
| Marktplatz 26 (Standort)                                                                                             | Hinterhaus, Gerberhaus                                                                                | Zwischentrakt mit Fachwerk und hölzernen Galerien, mit angegliedertem zweigeschossigem Satteldachbau, gleichzeitig | D-5-77-136-74 Wikidata  | Hinterhaus, Gerberhaus                                                                                |
| Marktplatz 28 (Standort)                                                                                             | Ehemaliges Gasthaus                                                                                   | Mächtiger, zweigeschossiger giebelständiger Satteldachbau mit Fachwerkgiebel, um 1500 | D-5-77-136-75 Wikidata  | Ehemaliges Gasthaus                                                                                   |
| Marktplatz 30 (Standort)                                                                                             | Bürgerhaus                                                                                            | Zweigeschossiger giebelständiger Bau mit Halbwalmdach, mit Ecklisenen, Fassade frühes 19. Jahrhundert, im Kern Fachwerkbau, 18. Jahrhundert | D-5-77-136-76 Wikidata  | Bürgerhaus                                                                                            |
| Marktplatz 31 (Standort)                                                                                             | Bürgerhaus                                                                                            | Dreigeschossiger schmaler Mansarddachbau mit breiter Mittelgaube, im Kern Fachwerk, Mitte 18. Jahrhundert | D-5-77-136-77 Wikidata  | Bürgerhaus                                                                                            |
| Marktplatz 32 (Standort)                                                                                             | Bürgerhaus                                                                                            | Zweigeschossiger Walmdachbau mit Putzgliederung, um 1760 | D-5-77-136-78 Wikidata  | Bürgerhaus                                                                                            |
| Marktplatz 34 (Standort)                                                                                             | Bürgerhaus                                                                                            | Zweigeschossiger giebelständiger Satteldachbau, zweite Hälfte 18. Jahrhundert, Fassade frühes 19. Jahrhundert | D-5-77-136-79 Wikidata  | Bürgerhaus                                                                                            |
| Marktplatz 35 (Standort)                                                                                             | Bürgerhaus                                                                                            | Schmaler dreigeschossiger giebelständiger Walmdachbau mit Zwerchhaus, stark erneuert, 18. Jahrhundert, im Kern zweite Hälfte 15. Jahrhundert | D-5-77-136-80 Wikidata  | Bürgerhaus                                                                                            |
| Marktplatz 36 (Standort)                                                                                             | Bürgerhaus                                                                                            | Breit gelagerter, dreigeschossiger Walmdachbau, zweite Hälfte 18. Jahrhundert | D-5-77-136-81 Wikidata  | Bürgerhaus                                                                                            |
| Marktplatz 37 (Standort)                                                                                             | Ehemaliges Amtshaus                                                                                   | Später (bis heute) Apotheke, zweigeschossiger Walmdachbau mit Vortreppe, Obergeschoss in Teilen fachwerksichtig, mit rustizierten Ecklisenen und Putzgliederung, Mitte 18. Jahrhundert | D-5-77-136-82 Wikidata  | Ehemaliges Amtshaus                                                                                   |
| Marktplatz 41 (Standort)                                                                                             | Gasthaus                                                                                              | Breitgelagertes, eingeschossiges giebelständiges Gebäude mit steilem Satteldach, massiv erneuert, im Kern vermutlich Fachwerkbau, vor 1600 | D-5-77-136-84 Wikidata  | Gasthaus                                                                                              |
| Marktplatz 42 (Standort)                                                                                             | Haus des Stadtvogts J. L. Beeg                                                                        | Zweigeschossiger Walmdachbau mit Mittelrisalit, mit rustizierten Ecklisenen und Putzgliederung, mit Freitreppe, von Johann David Steingruber, 1749/50, mit rückwärtig anschließendem Gebäude, dreigeschossig, mit Walmdach, 18. Jahrhundert | D-5-77-136-232 Wikidata | Haus des Stadtvogts J. L. Beeg                                                                        |
| Marktplatz 45 (Standort)                                                                                             | Bürgerhaus                                                                                            | Zweigeschossiger giebelständiger Satteldachbau, im Erdgeschoss inschriftliche Datierung „1483“ | D-5-77-136-85 Wikidata  | Bürgerhaus                                                                                            |
| Marktplatz 46 (Standort)                                                                                             | Bürgerhaus                                                                                            | Großzügiger zweigeschossiger Mansarddachbau, Mittelrisalit mit Zwerchhaus, mit Putzgliederung, bezeichnet „1811“ | D-5-77-136-86 Wikidata  | Bürgerhaus                                                                                            |
| Marktplatz 49 (Standort)                                                                                             | Ehemaliges Palais Heydenab, geplant als Rathaus                                                       | Zweigeschossiger Mansarddachbau, Mittelrisalit mit Zwerchhaus, mit rustizierten Ecklisenen und Putzgliederung, mit Freitreppe, erbaut 1748/49 von dem markgräflichen Geheimrat und Gunzenhäuser Oberamtmann Ernst Wilhelm Anton von Heidenab, mit Ostflügel, 18. Jahrhundert | D-5-77-136-88 Wikidata  | Ehemaliges Palais Heydenab, geplant als Rathaus                                                       |
| Marktplatz 52 (Standort)                                                                                             | Ehemaliges Betriebsgebäude der Fränkischen Überlandwerke AG                                           | Dreigeschossiger giebelständiger Satteldachbau mit Schweifgiebel, in neubarocken Formen mit Pilaster- und Gesimsgliederung, mit seitlichem Erker mit geschwungener Haube, von E. Ruf, Nürnberg, 1911 | D-5-77-136-89 Wikidata  | Ehemaliges Betriebsgebäude der Fränkischen Überlandwerke AG                                           |
| Nürnberger Straße 34 (Standort)                                                                                      | Katholische Pfarrkirche St. Maria                                                                     | Klar gegliederter Saalbau mit halbkreisförmiger Apsis, Vorhof mit freistehendem Glockenturm, Naturstein der Gundelsheimer Kalksteinbrüche, von Josef Elfinger, 1959/60, 1960 geweiht; mit Ausstattung (u. a. spätgotische Teile, Buntverglasung mit Gläsern der Waldsassener Glashütte sowie Hochaltar, Ambo, Taufstein und Doppelengel an der Nordwand von Blasius Gerg)                                              | D-5-77-136-223 Wikidata | Katholische Pfarrkirche St. Maria                                                                     |
| Oettinger Straße 3 (Standort)                                                                                        | Wohnhaus                                                                                              | Breitgelagerter zweigeschossiger Halbwalmdachbau, in Teilen Fachwerk, erstes Drittel 19. Jahrhundert | D-5-77-136-91 Wikidata  | Wohnhaus                                                                                              |
| Oettinger Straße 8 (Standort)                                                                                        | Wohnhaus                                                                                              | Kleiner zweigeschossiger Walmdachbau mit rustiziertem Sockelgeschoss, um 1770 | D-5-77-136-92 Wikidata  | BW |
| Osianderstraße 5 (Standort)                                                                                          | Wohn- und Geschäftshaus                                                                               | Zweigeschossiger neubarocker Bau mit Mansarddach mit Halbwalm, mit Natursteingliederung, bezeichnet „1907“ | D-5-77-136-94 Wikidata  | Wohn- und Geschäftshaus                                                                               |
| Osianderstraße 25 (Standort)                                                                                         | Friedhofsmauer, Nordmauer des alten Friedhofs                                                         | Mit 15 eingelassenen Grabdenkmälern des 18. und frühen 19. Jahrhundert | D-5-77-136-96 Wikidata  | Friedhofsmauer, Nordmauer des alten Friedhofs                                                         |
| Promenade (Standort)                                                                                                 | Promenade                                                                                             | Circa 500 m lange, unter Bürgermeister Leonhard Hetzer angelegte biedermeierliche Allee, auf dem linken Altmühlufer, hinter der westlichen Marktplatzbebauung, 1832; 1995 neu gepflanzt | D-5-77-136-93 Wikidata  | Promenade                                                                                             |
| Promenade (Standort)                                                                                                 | Gartenpavillon                                                                                        | Kleiner zweigeschossiger, turmähnlicher Walmdachbau, frühes 19. Jahrhundert | D-5-77-136-83 Wikidata  | Gartenpavillon                                                                                        |
| Rathausstraße 1 (Standort)                                                                                           | Wohn- und Geschäftshaus                                                                               | Großzügiges zweigeschossiges Gebäude in Ecklage mit zwei Giebelfronten, 18. Jahrhundert, 1912 neubarocker Ausbau | D-5-77-136-98 Wikidata  | Wohn- und Geschäftshaus                                                                               |
| Rathausstraße 3; Rathausstraße 1 (Standort)                                                                          | Bürgerhaus                                                                                            | Großzügig angelegter, zweigeschossiger Satteldachbau, 17./18. Jahrhundert, mit traufseitigem Flügel, 19. Jahrhundert | D-5-77-136-99 Wikidata  | Bürgerhaus                                                                                            |
| Rathausstraße 3; Rathausstraße 1 (Standort)                                                                          | Hinterhaus (Färberhaus)                                                                               | Mit Galerien, 18. Jahrhundert | D-5-77-136-99 Wikidata  | BW |
| Rathausstraße 3; Rathausstraße 1 (Standort)                                                                          | Hofmauer                                                                                              | | D-5-77-136-99 Wikidata  | BW |
| Rathausstraße 9 (Standort)                                                                                           | Bürgerhaus, Bäckerei                                                                                  | Zweigeschossiger giebelständiger Satteldachbau mit Fachwerkgiebel, im Erdgeschoss Ecksteinquaderung, Mitte 18. Jahrhundert | D-5-77-136-100 Wikidata | Bürgerhaus, Bäckerei                                                                                  |
| Rathausstraße 9 (Standort)                                                                                           | Hofmauer                                                                                              | Mit Portalgewände, um 1700 | D-5-77-136-100 Wikidata | BW |
| Rathausstraße 11; Nähe Hospet (Standort)                                                                             | Ehemaliges Freihaus, später Gasthaus                                                                  | Zweigeschossiger Walmdachbau, im Kern 15. Jahrhundert, Ausbau zweite Hälfte 18. Jahrhundert | D-5-77-136-101 Wikidata | Ehemaliges Freihaus, später Gasthaus                                                                  |
| Rathausstraße 11; Nähe Hospet (Standort)                                                                             | Scheune                                                                                               | Massiv, 17./frühes 18. Jahrhundert | D-5-77-136-101 Wikidata | BW |
| Rathausstraße 12 (Standort)                                                                                          | Ehemaliges Adelspalais                                                                                | Dreigeschossiger Walmdachbau mit risalitähnlichem Mittelteil, Sockelgeschoss und Lisenengliederung rustiziert, 1706 von Minister Johann Wilhelm von Zocha für sich selbst erbaut; historische Ausstattung des Treppenhauses; 1816–1974 Rathaus, seit 1984 Stadtmuseum. Davor Neptunbrunnen, Gusseisen, 1876 | D-5-77-136-102 Wikidata | Ehemaliges Adelspalais                                                                                |
| Rathausstraße, vor Nr. 12 (Standort)                                                                                 | Neptunbrunnen                                                                                         | Gusseisen, 1876 | D-5-77-136-102 Wikidata | BW |
| Rot-Kreuz-Straße 10, Luitpoldstraße 13 (Standort)                                                                    | Ehemaliges Amtsgericht                                                                                | Zweigeschossiges Eckgebäude mit Mansardwalmdach, mit reichgestalteten Zwerchgiebeln, in der Art eines barocken Stadtpalais errichtet, mit neubarocken Stilelementen und Gliederungen in Sandstein, um 1910, mit gartenseitigem eingeschossigem Anbau in Form einer Orangerie | D-5-77-136-104 Wikidata | Ehemaliges Amtsgericht                                                                                |
| Rot-Kreuz-Straße 10, Luitpoldstraße 13 (Standort)                                                                    | Ehemaliges Amtsgericht, Nebenbau                                                                      | Pavillonartig, eingeschossig, mit Mansarddach, im Garten | D-5-77-136-104 Wikidata | BW |
| Rot-Kreuz-Straße 10, Luitpoldstraße 13 (Standort)                                                                    | Ehemaliges Amtsgericht, Einfriedung                                                                   | | D-5-77-136-104 Wikidata | BW |
| Sichlingerstraße 14 (Standort)                                                                                       | Villa                                                                                                 | Zweigeschossiges Gebäude mit Mansarddach im barockisierenden Stil der Zwanziger Jahre, Eingangsfassade mit geschweiftem Giebel und Zwerchhaus, rückwärtig Rundercker, bezeichnet „1922“ | D-5-77-136-105 Wikidata | BW |
| Sichlingerstraße 25 (Standort)                                                                                       | Villa                                                                                                 | Kleinerer eingeschossiger Mansarddachbau mit Turmerker und Giebelanbau, um 1911 | D-5-77-136-106 Wikidata | BW |
| Sonnenstraße 19 (Standort)                                                                                           | Kleines Wohnhaus                                                                                      | Eingeschossiger Satteldachbau mit Fachwerkgiebel, um 1900, mit modernem Erweiterungsbau, frühes 20. Jahrhundert | D-5-77-136-110 Wikidata | Kleines Wohnhaus                                                                                      |
| Sonnenstraße 68, 70 (Standort)                                                                                       | Friedhof, Friedhofswärterhaus                                                                         | Neugotisch, mit Glockenständer, um 1875 | D-5-77-136-112 Wikidata | Friedhof, Friedhofswärterhaus                                                                         |
| Sonnenstraße 68, 70 (Standort)                                                                                       | Friedhof, Leichenhalle                                                                                | Neugotisch, 1876 | D-5-77-136-112 Wikidata | BW |
| Sonnenstraße 68, 70 (Standort)                                                                                       | Friedhof, großer Friedhofskruzifixus                                                                  | 1876 | D-5-77-136-112 Wikidata | BW |
| Sonnenstraße 68, 70 (Standort)                                                                                       | Friedhof, Denkmal für die beim Luftangriff am 16. April 1945 Verstorbenen                             | Um 1950/60 | D-5-77-136-112 Wikidata | BW |
| Sonnenstraße 68, 70 (Standort)                                                                                       | Friedhof, umlaufende Ziegelmauer                                                                      | Mit Sandsteinpfeilervorlagen und Sandsteinabdeckungen, um 1875, mit späteren Erweiterungen nach Süden und Osten | D-5-77-136-112 Wikidata | BW |
| Spitalstraße 3 (Standort)                                                                                            | Gerberhaus                                                                                            | Großzügiger zweigeschossiger Mansarddachbau mit fachwerksichtigem Giebel, mit Zwerchhaus, 1750, mit modernisiertem Seitenflügel zur Altmühl | D-5-77-136-107 Wikidata | Gerberhaus                                                                                            |
| Spitalstraße 5 (Standort)                                                                                            | Wohnhaus                                                                                              | Kleiner, zweigeschossiger giebelständiger Satteldachbau mit Fachwerkgiebel, 18. Jahrhundert | D-5-77-136-108 Wikidata | Wohnhaus                                                                                              |
| Spitalstraße 8, 10 (Standort)                                                                                        | Spital                                                                                                | Gestiftet 1352, Spitalbau, zweigeschossiges Eckgebäude mit Halbwalmdach, mit Putzgliederung, von Johann David Steingruber, 1761 | D-5-77-136-109 Wikidata | Spital                                                                                                |
| Spitalstraße 8, 10 (Standort)                                                                                        | Spitalkirche Heiliger Geist                                                                           | Saalraum mit Chor, über Chor achteckiger Dachreiter mit Kuppelhaube und Laterne, Weihe 1353, nachgotische Erneuerung 1611, barocke Erneuerung 1700/02; mit Ausstattung | D-5-77-136-109 Wikidata | weitere Bilder                                                                                        |
| Spitalstraße 8, 10 (Standort)                                                                                        | Spital, Spitalmauer                                                                                   | Mit zwei Eingängen, erneuert 1826 | D-5-77-136-109 Wikidata | Spital, Spitalmauer                                                                                   |
| Waagstraße 2 (Standort)                                                                                              | Wohnhaus                                                                                              | Breitgelagerter, zweigeschossiger Mansarddachbau, mit Putzgliederung, mit rückwärtigem Mansarddachflügel, 1740 | D-5-77-136-113 Wikidata | Wohnhaus                                                                                              |
| Waagstraße 4 (Standort)                                                                                              | Wohnhaus                                                                                              | Zweigeschossiger Mansarddachbau mit Zwerchhaus, mit Putzgliederung, Mitte 18. Jahrhundert | D-5-77-136-114 Wikidata | Wohnhaus                                                                                              |
| Waagstraße 8 (Standort)                                                                                              | Wohnhaus                                                                                              | Zweigeschossiger Satteldachbau in Ecklage, teilweise Fachwerk, mit traufseitigem Anbau, 18. Jahrhundert | D-5-77-136-115 Wikidata | Wohnhaus                                                                                              |
| Weißenburger Straße 1 (Standort)                                                                                     | Bürgerhaus                                                                                            | Zweigeschossiger traufständiger Satteldachbau, 1906 erbaut, im Kern entstanden aus ehemaligem Nebengebäude von Marktplatz 49, wohl 15. Jahrhundert | D-5-77-136-118 Wikidata | Bürgerhaus                                                                                            |
| Weißenburger Straße 2 (Standort)                                                                                     | Bürgerhaus                                                                                            | Zweigeschossiger giebelständiger Satteldachbau, Sandsteinquader, zweite Hälfte 19. Jahrhundert | D-5-77-136-119 Wikidata | Bürgerhaus                                                                                            |
| Weißenburger Straße 10 (Standort)                                                                                    | Bürgerhaus                                                                                            | Zweigeschossiger giebelständiger Satteldachbau, weitgehend erneuert, im Kern um 1400, Fachwerkgiebel zur Straße, 18. Jahrhundert | D-5-77-136-123 Wikidata | Bürgerhaus                                                                                            |
| Weißenburger Straße 11 (Standort)                                                                                    | Wohn- und Geschäftshaus                                                                               | Dreigeschossiger Walmdachbau, Ende 18. Jahrhundert; vgl. Ensemble Kirchenplatz | D-5-77-136-124 Wikidata | Wohn- und Geschäftshaus                                                                               |
| Weißenburger Straße 14 (Standort)                                                                                    | Wohn- und Geschäftshaus                                                                               | Zweigeschossiger giebelständiger Satteldachbau, mit Treppengiebel, Fassade mit Sandsteinquader, mit neugotischen Zierelementen, um 1860/70 | D-5-77-136-127 Wikidata | Wohn- und Geschäftshaus                                                                               |
| Weißenburger Straße 22 (Standort)                                                                                    | Wohnhaus                                                                                              | Breitgelagerter zweigeschossiger Mansarddachbau, Ende 18. Jahrhundert | D-5-77-136-131 Wikidata | Wohnhaus                                                                                              |
| Weißenburger Straße 25 (Standort)                                                                                    | Wohn- und Geschäftshaus                                                                               | Zweigeschossiges Gebäude mit Halbwalmdach, in Ecklage, mit Putzgliederung, frühes 19. Jahrhundert | D-5-77-136-132 Wikidata | Wohn- und Geschäftshaus                                                                               |
| Weißenburger Straße 30 (Standort)                                                                                    | Wohnhaus                                                                                              | Zweigeschossiger Satteldachbau in Ecklage, mit fachwerksichtigem Obergeschoss und Giebel, 17./18. Jahrhundert | D-5-77-136-134 Wikidata | Wohnhaus                                                                                              |
| Weißenburger Straße 31 (Standort)                                                                                    | Wohnhaus, wohl ehemaliges Gartenhaus                                                                  | Schmaler zweigeschossiger Bau mit Mansardwalmdach, 1759 | D-5-77-136-135 Wikidata | Wohnhaus, wohl ehemaliges Gartenhaus                                                                  |
| Weißenburger Straße 38 (Standort)                                                                                    | Scheune                                                                                               | Großzügiger Fachwerkbau mit Walmdach, in Teilen verputzt, 18. Jahrhundert | D-5-77-136-136 Wikidata | Scheune                                                                                               |
| Zum Schießwasen 16 (Standort)                                                                                        | Ehemaliger Speicherbau, Scheune, ab 1820 Gerberei, seit 1989 Heimatstuben Weipert und Erzgebirgsschau | Dreigeschossiger Satteldachbau mit fachwerksichtigem Obergeschoss und Giebel, 1753 | D-5-77-136-137 Wikidata | Ehemaliger Speicherbau, Scheune, ab 1820 Gerberei, seit 1989 Heimatstuben Weipert und Erzgebirgsschau |
| Zur Altmühl 4 (Standort)                                                                                             | Wohnhaus                                                                                              | Zweigeschossiger Satteldachbau mit Fachwerkgiebel, bezeichnet „1752“ | D-5-77-136-138 Wikidata | Wohnhaus                                                                                              |
| Zur Promenade 1 (Standort)                                                                                           | Bürgerhaus                                                                                            | Zweigeschossiger Halbwalmdachbau, erstes Drittel 19. Jahrhundert | D-5-77-136-139 Wikidata | Bürgerhaus                                                                                            |
| Zur Promenade 3 (Standort)                                                                                           | Wohnhaus                                                                                              | Wohl ehemaliges Speichergebäude, schmaler dreigeschossiger Satteldachbau, in Teilen fachwerksichtig, 18. Jahrhundert | D-5-77-136-140 Wikidata | Wohnhaus                                                                                              |

### Aha
| Lage               | Objekt                                           | Beschreibung | Akten-Nr.               | Bild                                             |
| ------------------ | ------------------------------------------------ | --- | ----------------------- | ------------------------------------------------ |
| Aha 12 (Standort)  | Bauernhaus eines Dreiseithofes                   | Eingeschossiger giebelständiger Satteldachbau, mit Ecklisenen, 1891 | D-5-77-136-143 Wikidata | BW                                               |
| Aha 163 (Standort) | Dreiseithof, Bauernhaus                          | Zweigeschossiger Satteldachbau, um 1900 | D-5-77-136-222 Wikidata | BW                                               |
| Aha 163 (Standort) | Dreiseithof                                      | Stall und Scheune, bezeichnet „1881“ | D-5-77-136-222 Wikidata | BW                                               |
| Aha 165 (Standort) | Pfarrhaus                                        | Zweigeschossiges Gebäude mit Krüppelwalmdach, mit Erker, um 1910 | D-5-77-136-220 Wikidata | BW                                               |
| Aha 165 (Standort) | Gartenmauer                                      | Gleichzeitig | D-5-77-136-220 Wikidata | BW                                               |
| Aha 166 (Standort) | Wohnstallhaus                                    | Eingeschossiger giebelständiger Satteldachbau, erste Hälfte 19. Jahrhundert | D-5-77-136-144 Wikidata | BW                                               |
| Aha 167 (Standort) | Evangelisch-lutherische Pfarrkirche Heilig Kreuz | Markgrafenkirche, Saalkirche, Westfassade mit Mittelrisalit mit Giebelaufsatz, rustizierte Lisenen, an Chor anschließend dreigeschossiger Turm mit Kuppelhelm und Spitze, von Karl Friedrich von Zocha nach Plänen von Gabriel de Gabrieli, 1721, Turm von Johann David Steingruber 1753 verändert, mit Ausstattung | D-5-77-136-142 Wikidata | Evangelisch-lutherische Pfarrkirche Heilig Kreuz |
| Aha 167 (Standort) | Kirchhof                                         | 18. Jahrhundert, Kirchhofmauer, Ost- und Südseite, 18. Jahrhundert und 1938, Erweiterung wohl zweite Hälfte 19. Jahrhundert | D-5-77-136-142 Wikidata | BW                                               |

### Büchelberg
| Lage                     | Objekt                                    | Beschreibung                                                          | Akten-Nr.               | Bild |
| ------------------------ | ----------------------------------------- | --------------------------------------------------------------------- | ----------------------- | ---- |
| Büchelberg 89 (Standort) | Bauernhaus eines ehemaligen Dreiseithofes | Eingeschossiger giebelständiger Satteldachbau, frühes 19. Jahrhundert | D-5-77-136-146 Wikidata | BW   |

### Cronheim
| Lage                                                                                | Objekt                                                       | Beschreibung | Akten-Nr.               | Bild                                                         |
| ----------------------------------------------------------------------------------- | ------------------------------------------------------------ | --- | ----------------------- | ------------------------------------------------------------ |
| Bahnlinie Nördlingen–Pleinfeld; bei Streckenkilometer 32,9/33,0 und 33/6 (Standort) | Rundbogige Wegdurchlässe in Bahndamm der Ludwig-Süd-Nordbahn | Um 1841/49; nicht nachqualifiziert, im Bayerischen Denkmal-Atlas nicht kartiert | D-5-77-136-236 Wikidata | Rundbogige Wegdurchlässe in Bahndamm der Ludwig-Süd-Nordbahn |
| Cronheim 51 (Standort)                                                              | Ehemaliges Judenhaus                                         | Zweigeschossiges giebelständiges Gebäude mit Halbwalmdach, frühes 19. Jahrhundert | D-5-77-136-154 Wikidata | Ehemaliges Judenhaus                                         |
| Cronheim 66 (Standort)                                                              | Ehemalige Judenschule und Synagoge                           | Zweigeschossiger giebelständiger Walmdachbau, 1816, saniert und 2010 mit dem Denkmalpreis des Bezirks Mittelfranken ausgezeichnet. | D-5-77-136-155 Wikidata | weitere Bilder                                               |
| Cronheim 67 (Standort)                                                              | Wohnhaus                                                     | Eingeschossiger giebelständiger Satteldachbau, mit Ecklisenen und ornamentierten Fenstereinfassungen, um 1890/1900 | D-5-77-136-153 Wikidata | Wohnhaus                                                     |
| Cronheim 109 (Standort)                                                             | Ehemaliges Stationsgebäude an der Ludwig-Süd-Nord-Bahn       | Zweigeschossiger Sandsteinquaderbau, Walmdach mit quergestelltem Satteldachrisalit, um 1868/70 | D-5-77-136-156 Wikidata | Ehemaliges Stationsgebäude an der Ludwig-Süd-Nord-Bahn       |
| Cronheim 166; Cronheim 176 (Standort)                                               | Katholische Pfarrkirche St. Maria Magdalena                  | Chorturmkirche, im Kern romanisch, 1666 erneuert und vergrößert, Turmabschluss Ende 18. Jahrhundert, 1898 Langhaus verlängert, dreigeschossiger Turm, mit Ecklisenen; mit Ausstattung. Der Kirchturm wurde angeblich 1280 errichtet. | D-5-77-136-148 Wikidata | weitere Bilder                                               |
| Cronheim 166; Cronheim 176 (Standort)                                               | Kirchhofanlage                                               | Mittelalterlich, Kirchhofmauer, ehemalige Wehrmauer, mittelalterlich, 1889 abgetragen auf jetzige Höhe, mit Torbogen 1411, verändert | D-5-77-136-148 Wikidata | Kirchhofanlage                                               |
| Cronheim 176 (Standort)                                                             | Bauernhaus                                                   | Zweigeschossiger Satteldachbau in Ecklage, wohl 18. Jahrhundert | D-5-77-136-152 Wikidata | Bauernhaus                                                   |
| Cronheim 178 (Standort)                                                             | Ehemaliges von Leonrodsches Schloss                          | Ehemaliges Wasserschloss, eventuell auf Resten der im 12./13. Jahrhundert errichteten und angeblich 1403 zerstörten Wasserburg. Als Vierflügelanlage 1564 ausgebaut, Teilabbrüche im 19. Jahrhundert, zweigeschossiger Hauptflügel im Osten und anschließende Teile des Süd- und Nordflügels sowie die östlichen Ecktürme erhalten                              | D-5-77-136-149 Wikidata | weitere Bilder                                               |
| Cronheim 178 (Standort)                                                             | Teile der Futtermauer                                        | 16. eventuell 14. Jahrhundert, erneuert um 1900 | D-5-77-136-149 Wikidata | Teile der Futtermauer                                        |
| Cronheim 180 (Standort)                                                             | Pfarrhaus                                                    | Ehemaliges befestigtes Allodium (Wirtschaftshof) und wohl erster Adelssitz am Ort. Um 1400 Teil der Vorburg des Schlosses. 1633 im Dreißigjährigen Krieg niedergebrannt. 1749 Umbau im zeitgenössischen Stil des Spätbarocks nach Plänen von Matthias Seybold. Von 2017 bis 2021 saniert und mit dem Denkmalpreis des Bezirks Mittelfranken 2021 ausgezeichnet. | D-5-77-136-151 Wikidata | weitere Bilder                                               |
| In Cronheim (Standort)                                                              | Friedhof                                                     | Anlage um 1608 | D-5-77-136-150 Wikidata | Friedhof                                                     |
| In Cronheim (Standort)                                                              | Friedhofskapelle St. Anna                                    | 1609 von Friedrich Eyb zu Eyburg errichtet, im 18. Jahrhundert verändert, 1928 erneuert; mit Ausstattung | D-5-77-136-150 Wikidata | Friedhofskapelle St. Anna                                    |
| In Cronheim, vor der Friedhofskapelle (Standort)                                    | Priestergrab                                                 | 1815 | D-5-77-136-150 Wikidata | Priestergrab                                                 |

### Edersfeld
| Lage                    | Objekt       | Beschreibung                                                                                        | Akten-Nr.               | Bild |
| ----------------------- | ------------ | --------------------------------------------------------------------------------------------------- | ----------------------- | ---- |
| Edersfeld 83 (Standort) | Austragshaus | Eingeschossiger Satteldachbau, Naturstein, verputzt, frühes 19. Jahrhundert                         | D-5-77-136-157 Wikidata | BW   |
| In Edersfeld (Standort) | Pfeiler      | Im 19. Jahrhundert errichtet zur Erinnerung an die 1677 abgebrochene Wallfahrtskapelle St. Leonhard | D-5-77-136-159 Wikidata | BW   |

### Filchenhard
| Lage                                                            | Objekt     | Beschreibung                                           | Akten-Nr.               | Bild       |
| --------------------------------------------------------------- | ---------- | ------------------------------------------------------ | ----------------------- | ---------- |
| In Filchenhard (Standort)                                       | Wegkapelle | Kleiner Massivbau mit Satteldach, wohl 18. Jahrhundert | D-5-77-136-160 Wikidata | Wegkapelle |
| Kr WUG 24; nahe Abzweigung von der Staatsstraße 2211 (Standort) | Wegkreuz   | Gusseisen auf Sandsteinsockel, bezeichnet „1900“       | D-5-77-136-161 Wikidata | BW         |
| Steigfeld; an der Straße nach Cronheim (Standort)               | Wegkreuz   | Gusseisenkreuz auf Sandsteinsockel, bezeichnet „1908“  | D-5-77-136-230 Wikidata | BW         |

### Frickenfelden
| Lage                                                                       | Objekt                                                   | Beschreibung | Akten-Nr.               | Bild |
| -------------------------------------------------------------------------- | -------------------------------------------------------- | --- | ----------------------- | --- |
| Mühlstraße 1 (Standort)                                                    | Ehemaliges Gemeinde- und Spritzenhaus, seit 1996 Kapelle | Mit dreigeschossigem Turm mit Spitzhelm, mit Putzgliederung, 1880 | D-5-77-136-162 Wikidata | weitere Bilder |
| Spitalfeldstraße 7 (an der Einmündung des Amselweges) (Standort)           | Steinkreuz                                               | Mittelalterlich | D-5-77-136-163 Wikidata | weitere Bilder |
| Bahnlinie Nördlingen – Pleinfeld (bei Streckenkilometer 42,872) (Standort) | Wasserdurchlass der Ludwig-Süd-Nord-Bahn                 | gemauerter Rundbogen aus Sandsteinquadermauerwerk, um 1841/49 (Zwei weitere, gleichartige Durchlässe mit derselben Denkmalnummer liegen in den Gemeinden Haundorf und Pfofeld.) | D-5-77-136-229          | [[Vorlage:Bilderwunsch/code!/C:49.12416,10.79982!/D:Bahnlinie Nördlingen – Pleinfeld (bei Streckenkilometer 42,872), Wasserdurchlass der Ludwig-Süd-Nord-Bahn!/\|BW]] |

### Höhberg
| Lage                                            | Objekt     | Beschreibung                                               | Akten-Nr.               | Bild       |
| ----------------------------------------------- | ---------- | ---------------------------------------------------------- | ----------------------- | ---------- |
| In Höhberg, gegenüber Haus Nummer 13 (Standort) | Wegkapelle | Kleiner Massivbau mit Satteldachabschluss, 18. Jahrhundert | D-5-77-136-164 Wikidata | Wegkapelle |

### Laubenzedel
| Lage                                      | Objekt                                         | Beschreibung | Akten-Nr.               | Bild           |
| ----------------------------------------- | ---------------------------------------------- | --- | ----------------------- | -------------- |
| Laubenzedel 24 (Standort)                 | Wohnstallhaus                                  | Zweigeschossiger Satteldachbau, mit Ecklisenen, um 1870/1900 | D-5-77-136-168 Wikidata | BW             |
| Laubenzedel 24 (Standort)                 | Stallgebäude mit Scheune                       | Massiver Satteldachbau, mit Putzgliederung, um 1900 | D-5-77-136-168 Wikidata | BW             |
| Laubenzedel 31; Laubenzedel 33 (Standort) | Bauernhaus                                     | Zweigeschossiger giebelständiger Satteldachbau, mit fachwerksichtigem Obergeschoss und Giebel, wohl 18. Jahrhundert                                                                                    | D-5-77-136-167 Wikidata | BW             |
| Laubenzedel 46 a (Standort)               | Evangelisch-lutherische Pfarrkirche St. Sixtus | Saalkirche, 1415 erbaut, 1707–09 Treppenturm der Westseite und Barockisierung, Chorflankenturm, viergeschossig mit polygonalem Obergeschoss und Spitzhelm, Treppenturm mit Kuppeldach; mit Ausstattung | D-5-77-136-165 Wikidata | weitere Bilder |
| Laubenzedel 50 (Standort)                 | Pfarrhaus                                      | Zweigeschossiger Walmdachbau mit rustizierten Ecklisenen, 1796 | D-5-77-136-166 Wikidata | BW             |
| Laubenzedel 100 (Standort)                | Wohnstallhaus                                  | Zweigeschossiger Satteldachbau in Ecklage, mit Ecklisenen, glasierte Pfannendeckung mit Firstbekrönungen, um 1870/1900; Gartenzaun, gleichzeitig                                                       | D-5-77-136-173 Wikidata | BW             |
| Laubenzedel 105 (Standort)                | Ehemaliges Schulhaus                           | Zweigeschossiger Zeltdachbau, mit Natursteingliederung, Rund- und Segmentbogenfenster sowie -Zugang mit Natursteineinfassung, 1882                                                                     | D-5-77-136-170 Wikidata | BW             |
| Laubenzedel 126 (Standort)                | Bauernhaus einer Dreiseithofanlage             | Erdgeschossiger giebelständiger Satteldachbau, 1807 | D-5-77-136-172 Wikidata | BW             |
| Laubenzedel 130 (Standort)                | Wohnstallhaus                                  | Zweigeschossiger giebelständiger Satteldachbau, mit Ecklisenen und Putzgliederung, Pfannendeckung, um 1870/1900                                                                                        | D-5-77-136-171 Wikidata | BW             |

### Maicha
| Lage                                                                           | Objekt                                               | Beschreibung | Akten-Nr.               | Bild |
| ------------------------------------------------------------------------------ | ---------------------------------------------------- | ------------ | ----------------------- | ---- |
| Bahnlinie Nördlingen–Pleinfeld; bei Streckenkilometer 34,0 und 34,3 (Standort) | Wasserdurchlässe im Bahndamm der Ludwig-Süd-Nordbahn | Um 1841/49   | D-5-77-136-237 Wikidata | BW   |

### Nordstetten
| Lage                      | Objekt       | Beschreibung                                                                                     | Akten-Nr.               | Bild         |
| ------------------------- | ------------ | ------------------------------------------------------------------------------------------------ | ----------------------- | ------------ |
| In Nordstetten (Standort) | Gemeindeturm | Dreigeschossiger quadratischer Bau mit achteckigem aufgesetztem Obergeschoss mit Spitzhelm, 1899 | D-5-77-136-174 Wikidata | Gemeindeturm |

### Obenbrunn
| Lage                    | Objekt     | Beschreibung                                                      | Akten-Nr.               | Bild |
| ----------------------- | ---------- | ----------------------------------------------------------------- | ----------------------- | ---- |
| Obenbrunn 11 (Standort) | Bauernhaus | Eingeschossiger traufständiger Satteldachbau, 18./19. Jahrhundert | D-5-77-136-175 Wikidata | BW   |

### Oberasbach
| Lage                     | Objekt                                            | Beschreibung | Akten-Nr.               | Bild           |
| ------------------------ | ------------------------------------------------- | --- | ----------------------- | -------------- |
| In Oberasbach (Standort) | Friedhof mit Friedhofsmauer                       | 1875 und 1898 Aussegnungshalle, eingeschossiges Gebäude mit Zeltdach, um 1900 Lindenallee, auf das Tor zuführend, Ende 19. Jahrhundert                                | D-5-77-136-177 Wikidata | BW             |
| In Oberasbach (Standort) | Evangelisch-lutherische Filialkirche St. Wolfgang | Chorturmkirche, neugotischer Bau, Turm mit Spitzhelm, 1876–78, unter Verwendung der Chormauern einer 1460 erbauten und 1632 zerstörten Ablasskapelle; mit Ausstattung | D-5-77-136-176 Wikidata | weitere Bilder |
| Oberasbach 7 (Standort)  | Bauernhaus                                        | Eingeschossiger giebelständiger Satteldachbau, Naturstein, verputzt, 1824                                                                                             | D-5-77-136-178 Wikidata | BW             |
| Oberasbach 27 (Standort) | Stattlicher Stadel                                | Massiv, 1747 | D-5-77-136-179 Wikidata | BW             |

### Oberhambach
| Lage                                                                         | Objekt     | Beschreibung    | Akten-Nr.      | Bild |
| ---------------------------------------------------------------------------- | ---------- | --------------- | -------------- | ---- |
| Kohlplatte; nahe der Verbindungsstraße Oberhambach – Unterhambach (Standort) | Steinkreuz | Mittelalterlich | D-5-77-136-228 | BW   |

### Oberwurmbach
| Lage | Objekt                                                       | Beschreibung                   | Akten-Nr.               | Bild           |
| --- | ------------------------------------------------------------ | ------------------------------ | ----------------------- | -------------- |
| Bahnlinie Nördlingen–Pleinfeld; bei Streckenkilometer 35,6 (Standort)                                     | Rundbogiger Viadukt für Wegdurchlass der Ludwig-Süd-Nordbahn | Um 1841/49                     | D-5-77-136-235 Wikidata | BW             |
| Bahnlinie Nördlingen – Pleinfeld; bei Streckenkilometer 35,0, zwischen Maicha und Oberwurmbach (Standort) | Viadukt der Ludwig-Süd-Nordbahn                              | Mit Brüstungsmauer, um 1841/49 | D-5-77-136-227 Wikidata | BW             |
| Oberwurmbach 37; am nördlichen Ortsende (Standort)                                                        | Steinkreuz                                                   | Mittelalterlich                | D-5-77-136-180          | weitere Bilder |

### Pflaumfeld
| Lage                     | Objekt                                                                | Beschreibung | Akten-Nr.               | Bild                                            |
| ------------------------ | --------------------------------------------------------------------- | --- | ----------------------- | ----------------------------------------------- |
| Pflaumfeld 60 (Standort) | Ehemaliges Schul- und Lehrerhaus                                      | Zweigeschossiger Walmdachbau, mit Putzgliederung, 1836                                                                                 | D-5-77-136-185 Wikidata | BW                                              |
| Pflaumfeld 60 (Standort) | Scheune                                                               | Massiver Satteldachbau, um 1836 | D-5-77-136-185 Wikidata | BW                                              |
| Pflaumfeld 60 (Standort) | Waschhaus                                                             | Eingeschossiger Satteldachbau, um 1836                                                                                                 | D-5-77-136-185 Wikidata | BW                                              |
| Pflaumfeld 62 (Standort) | Evangelisch-lutherische Kirche Sankt Laurentius                       | Chorturmkirche, 14./15. Jahrhundert, Langhaus wohl mittelalterlich, 1853/54 und 1936 erneuert, Chorturm mit Spitzhelm; mit Ausstattung | D-5-77-136-182 Wikidata | Evangelisch-lutherische Kirche Sankt Laurentius |
| Pflaumfeld 64 (Standort) | Ehemaliges Pfarrhaus                                                  | Zweigeschossiges Gebäude mit Halbwalmdach, 1823; Scheune, Naturstein, mit fachwerksichtigem Giebel, um 1823                            | D-5-77-136-183 Wikidata | BW                                              |
| Pflaumfeld 67 (Standort) | Erinnerungstafel an das 1716 abgebrochene von Rauber`sche Schlösschen | 19. Jahrhundert | D-5-77-136-184 Wikidata | BW                                              |

### Reutberg
| Lage                                                                                | Objekt              | Beschreibung                                                                     | Akten-Nr.               | Bild |
| ----------------------------------------------------------------------------------- | ------------------- | -------------------------------------------------------------------------------- | ----------------------- | ---- |
| Albert-Schweitzer-Straße 59 (Standort)                                              | Bierkelleranlagen   | Kellereingang, kleine Wirtsterrassen mit Stützmauern, 18./frühes 19. Jahrhundert | D-5-77-136-186 Wikidata | BW   |
| Nähe Johann-Reichardt-Straße; hinter Albert-Schweitzer-Straße 59 im Wald (Standort) | Drei Kellereingänge | Frühes 19. Jahrhundert, der mittlere bezeichnet „1824“                           | D-5-77-136-187 Wikidata | BW   |

### Scheupeleinsmühle
| Lage                                                          | Objekt        | Beschreibung                           | Akten-Nr.               | Bild           |
| ------------------------------------------------------------- | ------------- | -------------------------------------- | ----------------------- | -------------- |
| Nähe Hauptstraße, an der Straße nach Unterwurmbach (Standort) | Schenkelkreuz | Mittelalterliches Steinkreuz, vor 1395 | D-5-77-136-188 Wikidata | weitere Bilder |

### Schnackenmühle
| Lage                        | Objekt                      | Beschreibung | Akten-Nr.               | Bild  |
| --------------------------- | --------------------------- | --- | ----------------------- | ----- |
| Schnackenmühle 1 (Standort) | Mühle                       | Wohnhaus, zweigeschossiges Gebäude mit Halbwalmdach, 1806; Scheune, massiver Satteldachbau, 19. Jahrhundert, Umbau 1913 | D-5-77-136-190 Wikidata | Mühle |
| Schnackenmühle 1 (Standort) | Mühle, kleines Nebengebäude | Eingeschossiger Satteldachbau, Naturstein verputzt, 19. Jahrhundert; vor dem Wohnhaus zwei runde Mahlsteine aufgestellt | D-5-77-136-190 Wikidata | BW    |

### Sinderlach
| Lage                                                  | Objekt     | Beschreibung    | Akten-Nr.               | Bild           |
| ----------------------------------------------------- | ---------- | --------------- | ----------------------- | -------------- |
| Stückeläcker; an der Straße Richtung B 466 (Standort) | Kreuzstein | Mittelalterlich | D-5-77-136-226 Wikidata | weitere Bilder |

### Steinacker
| Lage                     | Objekt     | Beschreibung                                                               | Akten-Nr.               | Bild       |
| ------------------------ | ---------- | -------------------------------------------------------------------------- | ----------------------- | ---------- |
| In Steinacker (Standort) | Hofkapelle | Wohl 18. Jahrhundert; mit Ausstattung; Daneben Wegkreuz, bezeichnet „1931“ | D-5-77-136-191 Wikidata | Hofkapelle |

### Stetten
| Lage                              | Objekt                                          | Beschreibung | Akten-Nr.               | Bild                                            |
| --------------------------------- | ----------------------------------------------- | --- | ----------------------- | ----------------------------------------------- |
| Stetten 1 (Standort)              | Pfarrhaus                                       | Zweigeschossiger Walmdachbau, 1750, erneuert 1909                                                                                              | D-5-77-136-193 Wikidata | BW                                              |
| Stetten 21; Stetten 36 (Standort) | Wohnstallhaus                                   | Eingeschossiger Satteldachbau, mit Putzgliederung, frühes 19. Jahrhundert                                                                      | D-5-77-136-194 Wikidata | Wohnstallhaus                                   |
| Stetten 23 (Standort)             | Brauereigasthof                                 | Zweigeschossiger Satteldachbau in Ecklage, mit Ecklisenen und Putzgliederung, bezeichnet „1754“ und „1860“                                     | D-5-77-136-195 Wikidata | BW                                              |
| Stetten 30, 30 1/2 (Standort)     | Ehemaliges Bauernhaus                           | Wohnstallhaus, eingeschossiger giebelständiger Satteldachbau, Mitte 19. Jahrhundert                                                            | D-5-77-136-196 Wikidata | BW                                              |
| Stetten 30, 30 1/2 (Standort)     | Ehemaliges Austragshaus                         | Wohnhaus, eingeschossiger Satteldachbau, Mitte 19. Jahrhundert                                                                                 | D-5-77-136-196 Wikidata | BW                                              |
| Stetten 30, 30 1/2 (Standort)     | Scheune                                         | | D-5-77-136-196 Wikidata | BW                                              |
| Stetten 32 (Standort)             | Evangelisch-lutherische Pfarrkirche Sankt Peter | Chorturmkirche, Turmuntergeschoss 14. Jahrhundert, Obergeschoss 1615, Langhaus 1564/68, erweitert 1822/23, Turm mit Spitzhelm; mit Ausstattung | D-5-77-136-192 Wikidata | Evangelisch-lutherische Pfarrkirche Sankt Peter |

### Streudorf
| Lage                    | Objekt                     | Beschreibung                                                                                                  | Akten-Nr.               | Bild                       |
| ----------------------- | -------------------------- | --- | ----------------------- | -------------------------- |
| In Streudorf (Standort) | Gemeinde- und Spritzenhaus | Kleiner eingeschossiger Satteldachbau, neugotischer Glockenturm mit Spitzhelm, mit Natursteingliederung, 1876 | D-5-77-136-198 Wikidata | Gemeinde- und Spritzenhaus |
| Streudorf 46 (Standort) | Ehemaliges Wohnstallhaus   | Eingeschossiger traufständiger Satteldachbau, 19. Jahrhundert, mit Fachwerkgiebel des 18. Jahrhunderts        | D-5-77-136-197 Wikidata | BW                         |

### Unterasbach
| Lage                       | Objekt                                          | Beschreibung | Akten-Nr.               | Bild           |
| -------------------------- | ----------------------------------------------- | --- | ----------------------- | -------------- |
| Unterasbach 23 (Standort)  | Ehemaliges Gasthaus                             | Eingeschossiger traufständiger Satteldachbau, bezeichnet „1721“, im Kern 18. Jahrhundert | D-5-77-136-201 Wikidata | BW             |
| Unterasbach 28 (Standort)  | Wohnstallhaus eines Dreiseithofes               | Eingeschossiger Satteldachbau, mit Ecklisenen, vor 1865; Austragshaus, eingeschossiger Satteldachbau, bezeichnet „1865“                                                                      | D-5-77-136-219 Wikidata | BW             |
| Unterasbach 100 (Standort) | Evangelisch-lutherische Pfarrkirche St. Michael | Chorturmkirche, Turmuntergeschoss 15. Jahrhundert, Obergeschoss 1752/54 nach Plan von Johann David Steingruber, Langhaus wohl 1707 erneuert, Turm mit Kuppelhelm mit Spitze; mit Ausstattung | D-5-77-136-199 Wikidata | weitere Bilder |
| Unterasbach 100 (Standort) | Friedhofsmauer                                  | Ost- und Nordseite sowie Torbogen, 18./19. Jahrhundert | D-5-77-136-199 Wikidata | BW             |

### Unterhambach
| Lage                       | Objekt                     | Beschreibung | Akten-Nr.               | Bild                       |
| -------------------------- | -------------------------- | --- | ----------------------- | -------------------------- |
| In Unterhambach (Standort) | Spritzen- und Gemeindehaus | Eingeschossiger Fachwerkbau mit Walmdach, mit Glockenturm mit fachwerksichtigem Obergeschoss, 1920, renoviert 1995 | D-5-77-136-202 Wikidata | Spritzen- und Gemeindehaus |

### Unterwurmbach
| Lage | Objekt                                                 | Beschreibung | Akten-Nr.               | Bild |
| --- | ------------------------------------------------------ | --- | ----------------------- | --- |
| Altmühlsee (Standort)                                                                                   | Steckschachtsperre                                     | Teil des Verteidigungssystems zur Zeit des Kalten Krieges, zwei versetzt angeordnete Steckschacht-Doppelreihen für 25 Steckträger, 1984, zugehörig untertägiger Lagerraum, nördlich anschließend, 1988 | D-5-77-136-258 Wikidata | Steckschachtsperre |
| Bahnstrecke Gunzenhausen–Nördlingen; südlich Unterwurmbach, bei Streckenkilometer 36,3 (Standort)       | Wurmbachviadukt der Ludwig-Süd-Nordbahn                | Sechsbogig, um 1841/49 (die mittleren vier Joche eingleisig modern wiederaufgebaut) | D-5-77-136-233 Wikidata | Wurmbachviadukt der Ludwig-Süd-Nordbahn                                                                                 |
| Hauptstraße 26 a, in Damm im Dorf, bei und nach Streckenkilometer 37,4 bzw. Raiffeisenstraße (Standort) | Eisenbahnbrücke, Wegdurchlass der Ludwig-Süd-Nordbahn  | Rundbogig, um 1841/49 | D-5-77-136-225 Wikidata | BW |
| Bickelgasse (bei Hauptstraße 21) (Standort)                                                             | Steinkreuz                                             | Mittelalterlich | D-5-77-136-209 Wikidata | weitere Bilder |
| Eleonore-von-Lentersheim-Straße (vor der Kirche) (Standort)                                             | Dorflinde                                              | Alter Baum | D-5-77-136-210 Wikidata | [[Vorlage:Bilderwunsch/code!/C:49.10647,10.72726!/D:Eleonore-von-Lentersheim-Straße (vor der Kirche), Dorflinde!/\|BW]] |
| Eleonore-von-Lentersheim-Straße 19 (Standort)                                                           | Wohnstallhaus                                          | Eingeschossiger Satteldachbau, 18./19. Jahrhundert | D-5-77-136-204 Wikidata | BW |
| Eleonore-von-Lentersheim-Straße 19 (Standort)                                                           | Scheune                                                | Anschließend, Fachwerkbau, gleichzeitig | D-5-77-136-204 Wikidata | BW |
| Hauptstraße (Standort)                                                                                  | Kriegerdenkmal                                         | Von Hans Pyllip, 1922 | D-5-77-136-211 Wikidata | BW |
| Hauptstraße 43 (Standort)                                                                               | Evangelisch-lutherische Kirche St. Jodokus             | Saalkirche mit zweijochigem Chor, spätgotische Anlage Mitte 15. Jahrhundert, Umbauten 18. Jahrhundert und 1848, Westturm mit Spitzhelm neugotisch, 1862; mit Ausstattung                               | D-5-77-136-203 Wikidata | weitere Bilder |
| Lindermer 6 (Standort)                                                                                  | Kleinhaus                                              | Erdgeschossig, frühes 19. Jahrhundert | D-5-77-136-205 Wikidata | BW |
| Lindermer 10 a (Standort)                                                                               | Kleinhaus                                              | Erdgeschossig, frühes 19. Jahrhundert | D-5-77-136-206          | BW |
| Schlossgasse 3 (Standort)                                                                               | Bauernhaus eines Dreiseithofes                         | Zweigeschossiger Satteldachbau, Sockel in Sandsteinmauerwerk, bezeichnet „1899“ | D-5-77-136-207 Wikidata | BW |
| Schlossgasse 4 (Standort)                                                                               | Eingelassene Erinnerungstafel an das ehemalige Schloss | 19. Jahrhundert | D-5-77-136-208 Wikidata | BW |

### Wald
| Lage                               | Objekt                                                                                   | Beschreibung | Akten-Nr.               | Bild                                                                                     |
| ---------------------------------- | ---------------------------------------------------------------------------------------- | --- | ----------------------- | ---------------------------------------------------------------------------------------- |
| Friedhoffeld (Standort)            | Friedhof                                                                                 | 18. Jahrhundert, mit Grabdenkmälern des 18. und 19. Jahrhunderts | D-5-77-136-213 Wikidata | BW                                                                                       |
| Friedhoffeld (Standort)            | Friedhof, Friedhofsmauer                                                                 | Gleichzeitig, Erweiterung, mit kleinem Friedhofshaus, 19./20. Jahrhundert | D-5-77-136-213 Wikidata | BW                                                                                       |
| Wald 3 (Standort)                  | Walmdachbau, zum Schloss gehörig                                                         | Um 1730, wohl von Karl Friedrich von Zocha; mit Ausstattung | D-5-77-136-214 Wikidata | BW                                                                                       |
| Wald ()                            | Schlossgut                                                                               | 18. Jahrhundert; großer Scheunenbau, Stallbau, Hofummauerung | D-5-77-136-214 Wikidata |                                                                                          |
| Wald 1, 1 a, 1 b, 3, 11 (Standort) | Schloss Falkenhausen, ehemaliges von Zochasches, seit 1749 von Falkenhausensches Schloss | Hauptgebäude, zweigeschossiger Walmdachbau, mit rustizierten Ecklisenen. Errichtet über den Resten einer mittelalterlichen Burg die zeitweise vom Raubritter Eppelein von Gailingen bewohnt war. | D-5-77-136-214 Wikidata | Schloss Falkenhausen, ehemaliges von Zochasches, seit 1749 von Falkenhausensches Schloss |
| Wald 1, 1 a, 1 b, 3, 11 (Standort) | Schloss, zwei Pavillons                                                                  | Eingeschossige Gebäude mit Walmdach, mit Ecklisenen, flankierend vor der Fassade; mit Ausstattung | D-5-77-136-214 Wikidata | BW                                                                                       |
| Wald 1, 1 a, 1 b, 3, 11 (Standort) | Schloss, Garteneinfriedung                                                               | Anlage von Karl Friedrich von Zocha, 1732 | D-5-77-136-214 Wikidata | BW                                                                                       |
| Wald 1, 1 a, 1 b, 3, 11 (Standort) | Sogenanntes Neues Schloss                                                                | Zweigeschossiger Walmdachbau, mit rustizierten Ecklisenen, wohl von Karl Friedrich von Zocha, um 1730 | D-5-77-136-214 Wikidata | BW                                                                                       |
| Wald 1, 1 a, 1 b, 3, 11 (Standort) | Schlossgut                                                                               | Scheune, Stallbau, Hofummauerung, 18. Jahrhundert | D-5-77-136-214 Wikidata | BW                                                                                       |
| Wald 9 (Standort)                  | Evangelisch-lutherische Pfarrkirche St. Martin und Aegidius                              | Turm 15. Jahrhundert, ursprünglich Zentralbau, von Karl Friedrich von Zocha unter Einbezug des Turmes des Vorgängerbaus, 1722, Verlängerung nach Westen und Treppenanlage im neubarocken Stil vor der Westseite als Zugang zu den Herrschaftslogen, von Christian Ruck, Nürnberg, 1928, mit von Falkenhausenscher Gruft unter dem Langhaus, Turm mit Spitzhelm, Gliederung durch rustizierte Lisenen; mit Ausstattung | D-5-77-136-212 Wikidata | weitere Bilder                                                                           |
| Wald 9 (Standort)                  | Kirchhof                                                                                 | Mit Grabmälern des 18. und 19. Jahrhunderts Kirchhofmauer, 18. Jahrhundert und 1928 | D-5-77-136-212 Wikidata | BW                                                                                       |
| Wald 21 (Standort)                 | Ehemaliges Amtshaus                                                                      | Zweigeschossiger Walmdachbau, mit Ecklisenen und Putzgliederung, bezeichnet „1753“ | D-5-77-136-216 Wikidata | Ehemaliges Amtshaus                                                                      |

## Ehemalige Baudenkmäler
In diesem Abschnitt sind Objekte aufgeführt, die früher einmal in der Denkmalliste eingetragen waren, jetzt aber nicht mehr. Objekte, die in anderem Zusammenhang also z. B. als Teil eines Baudenkmals weiter eingetragen sind, sollen hier nicht aufgeführt werden. Aktennummern in diesem Abschnitt sind ehemalige, jetzt nicht mehr gültige Aktennummern.

| Lage                                           | Objekt                                 | Beschreibung | Akten-Nr.               | Bild                                   |
| ---------------------------------------------- | -------------------------------------- | ------------ | ----------------------- | -------------------------------------- |
| Gunzenhausen Weißenburger Straße 29 (Standort) | Gedenktafel an Luthers Aufenthalt 1518 |              | D-5-77-136-133 Wikidata | Gedenktafel an Luthers Aufenthalt 1518 |

## Abgegangene Baudenkmäler
In diesem Abschnitt sind Objekte aufgeführt, die früher einmal in der Denkmalliste eingetragen waren, jetzt aber nicht mehr existieren, z. B. weil sie abgebrochen wurden. Aktennummern in diesem Abschnitt sind ehemalige, jetzt nicht mehr gültige Aktennummern.

| Lage                                            | Objekt                | Beschreibung                                                | Akten-Nr.               | Bild       |
| ----------------------------------------------- | --------------------- | ----------------------------------------------------------- | ----------------------- | ---------- |
| Aha Aha 33 (Standort)                           | Kleinbauernhaus       | Erdgeschossiger Satteldachbau, Mitte 19. Jahrhundert        | D-5-77-136-221 Wikidata | BW         |
| Cronheim Cronheim 109 (gegenüber der Straße) () | Lampenbude            |                                                             | D-5-77-136-156 Wikidata | Lampenbude |
| Edersfeld Edersfeld 54 (Standort)               | Ehemaliges Bauernhaus | Erdgeschossiger Satteldachbau, im Kern wohl 17. Jahrhundert | D-5-77-136-158 Wikidata | BW         |